# Вринь-Мёз
Вринь-Мёз (фр. Vrigne-Meuse) — коммуна во Франции, находится в регионе Шампань — Арденны. Департамент — Арденны. Входит в состав кантона Флиз. Округ коммуны — Шарлевиль-Мезьер.
Код INSEE коммуны — 08492.
Коммуна расположена приблизительно в 210 км к северо-востоку от Парижа, в 90 км северо-восточнее Шалон-ан-Шампани, в 13 км к юго-западу от Шарлевиль-Мезьера.

## Население
Население коммуны на 2008 год составляло 232 человека.
| 1962 | 1968 | 1975 | 1982 | 1990 | 1999 | 2008 |
| ---- | ---- | ---- | ---- | ---- | ---- | ---- |
| 176  | 178  | 183  | 207  | 187  | 191  | 232  |

## Администрация
| Период | Период | Фамилия          | Партия | Должность |
| ------ | ------ | ---------------- | ------ | --------- |
| 2001   | 2008   | Жорж Домелье     |        |           |
| 2008   |        | Жан-Кристоф Шано |        |           |

## Экономика
В 2007 году среди 137 человек в трудоспособном возрасте (15—64 лет) 99 были экономически активными, 38 — неактивными (показатель активности — 72,3 %, в 1999 году было 63,0 %). Из 99 активных работали 90 человек (46 мужчин и 44 женщины), безработных было 9 (4 мужчины и 5 женщин). Среди 38 неактивных 9 человек были учениками или студентами, 14 — пенсионерами, 15 были неактивными по другим причинам.

## Фотогалерея

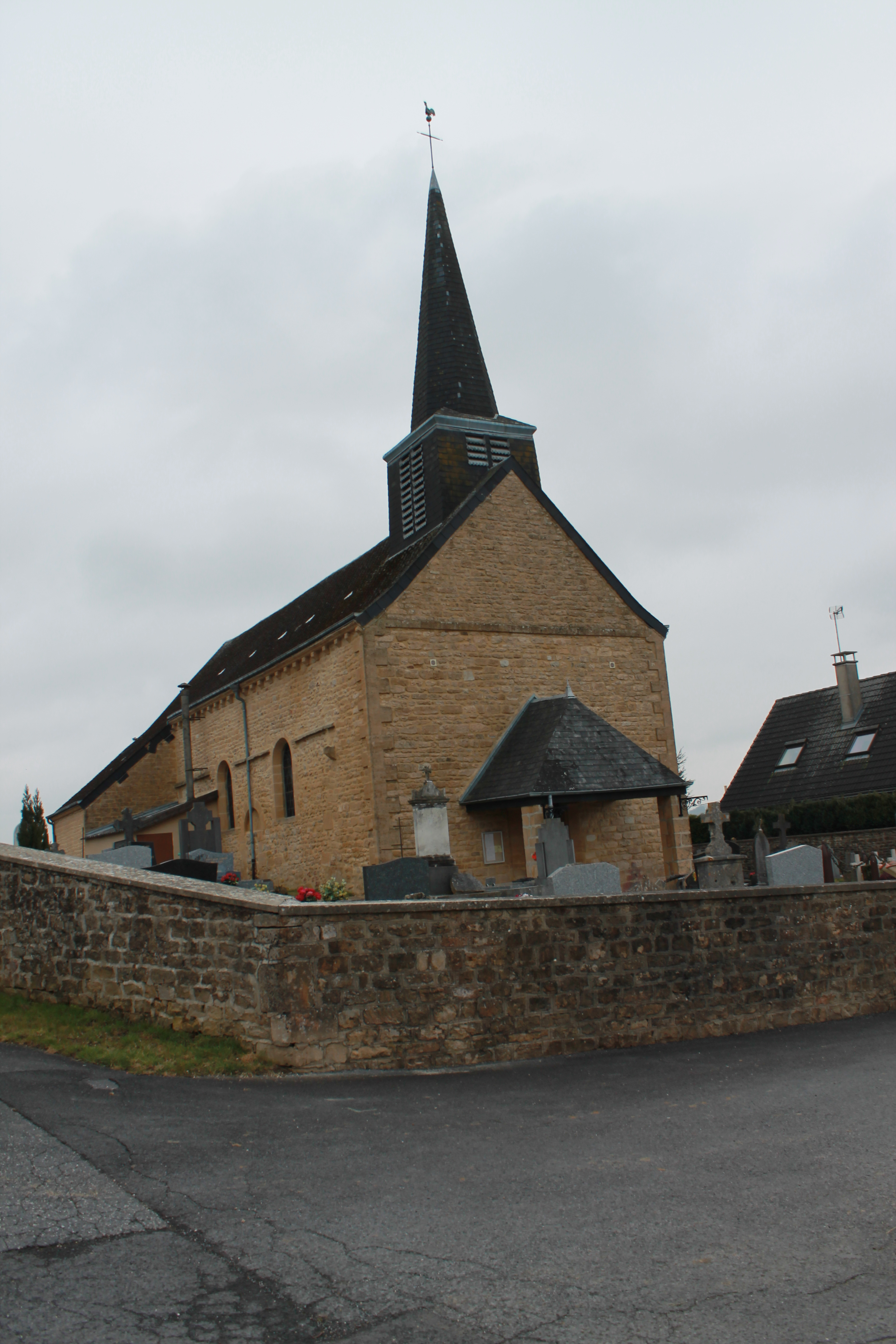
Церковь
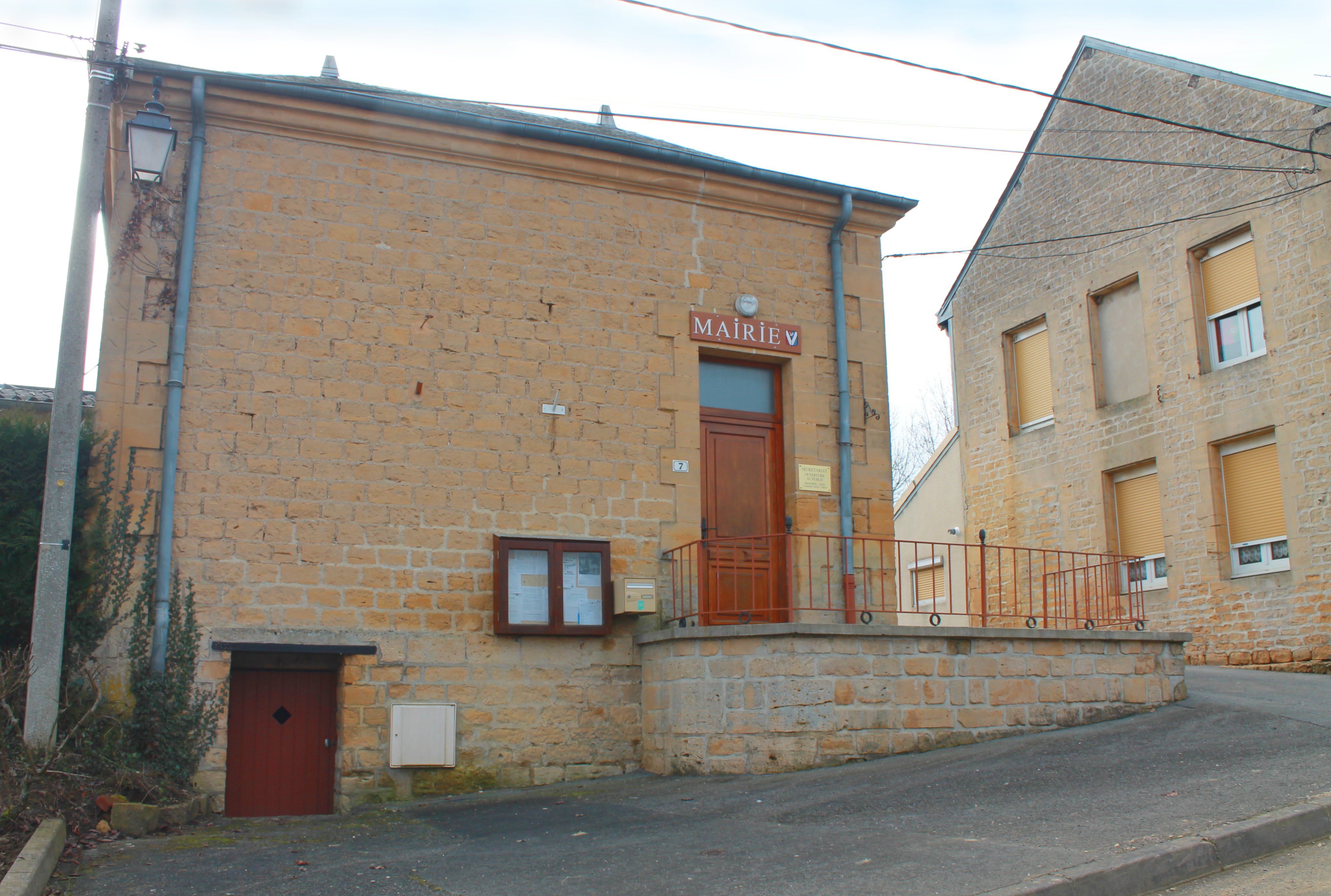
Мэрия
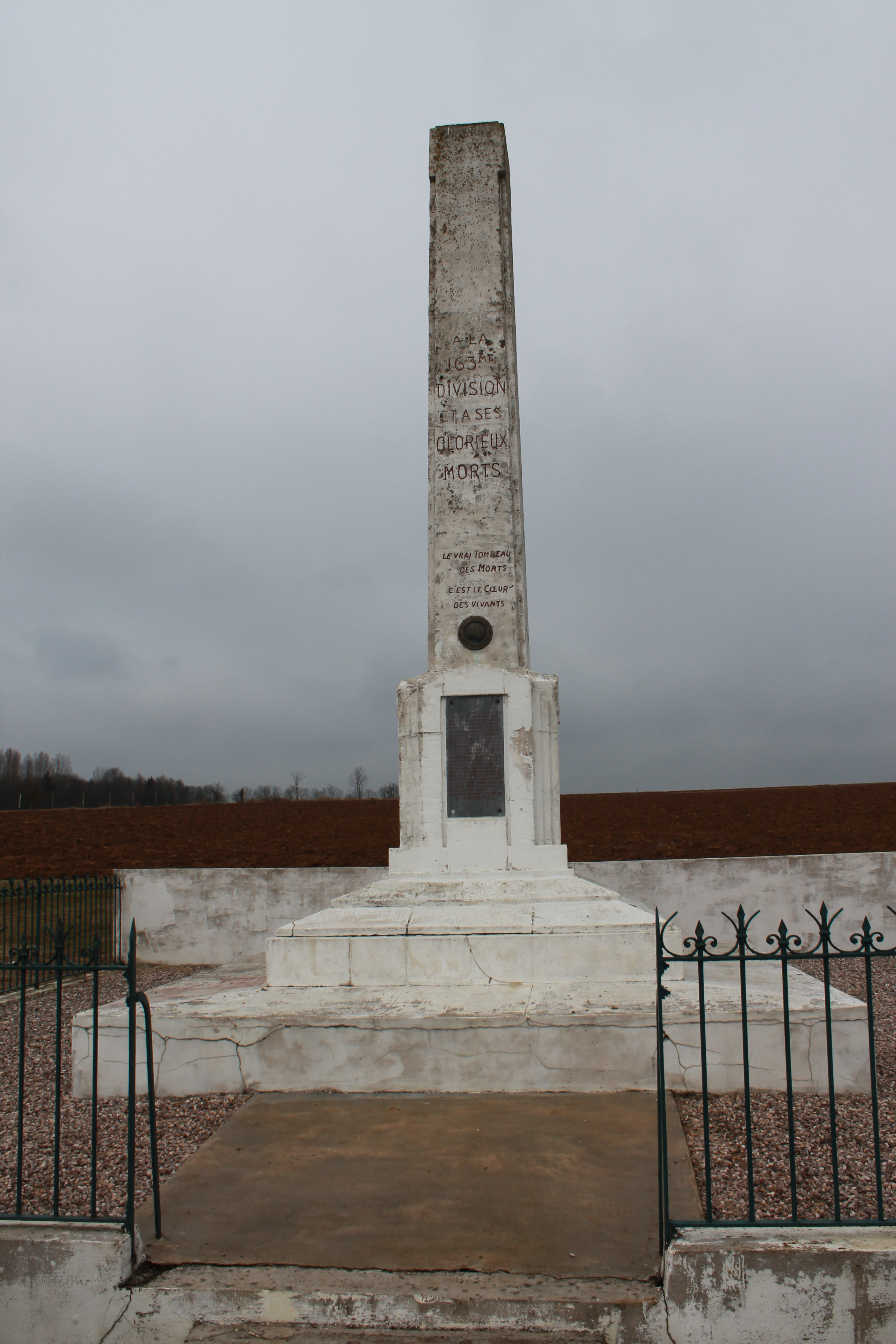
Мемориал 163-й пехотной дивизии. Построен на месте последнего наступления Первой мировой войны.
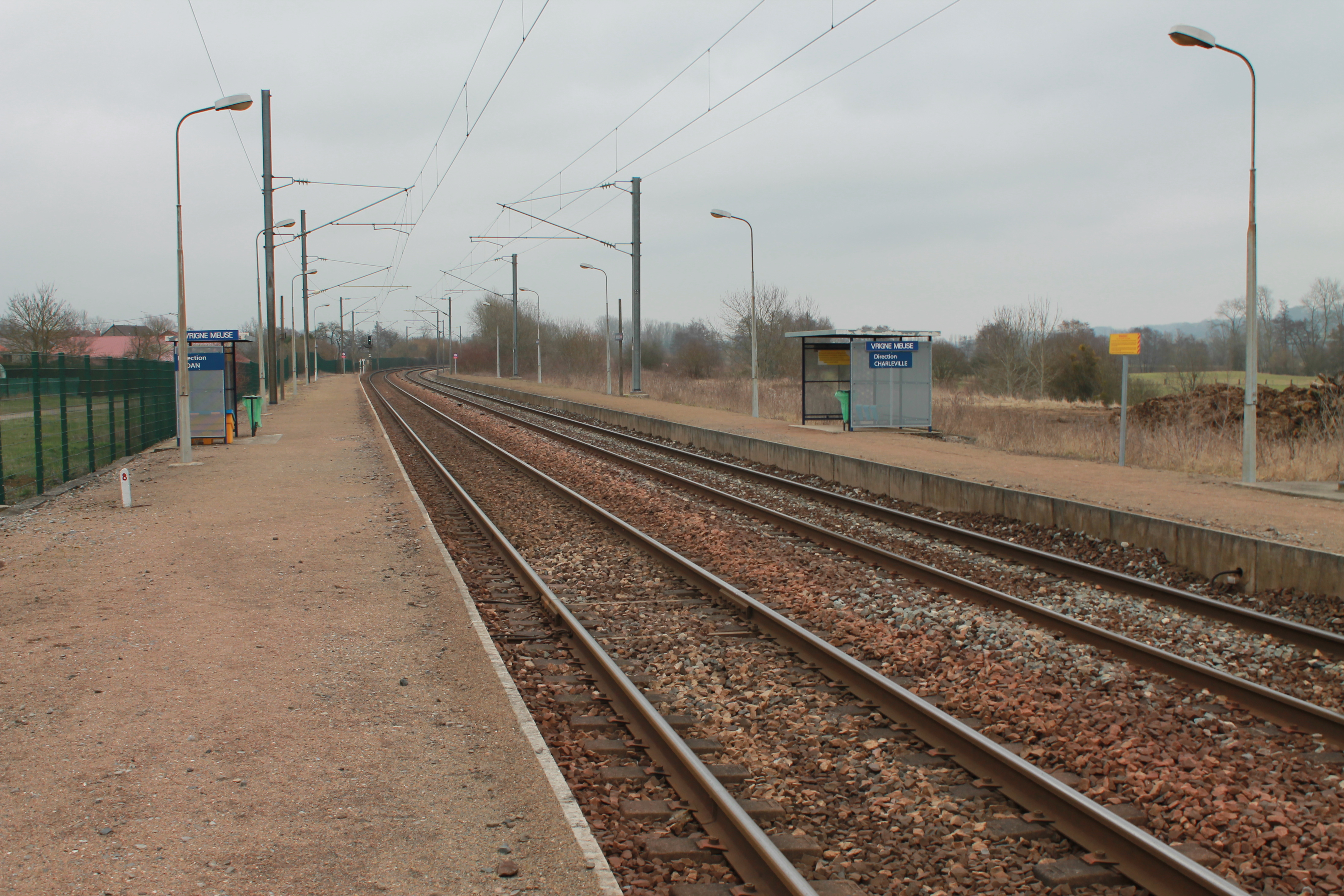
Вокзал